# مارتین اکسپرینسه
مارتین اکسپرینسه (انگلیسی: Martin Expérience؛ زادهٔ ۹ مارس ۱۹۹۸) بازیکن فوتبال است.
وی همچنین در تیم‌های ملی فوتبال Haiti national under-23 football team و هائیتی بازی کرده‌است.